# Ceropegia leroyi
Ceropegia leroyi là một loài thực vật có hoa trong họ La bố ma. Loài này được Rauh & Marn.-Lap. mô tả khoa học đầu tiên năm 1964.